# Awdańcy

Herb Abdank

Awdańcy herbu Abdank – polski ród rycerski bliżej nieokreślonego pochodzenia, z korzeniami sięgającymi przynajmniej X wieku.

## Pochodzenie rodu
Dokładne pochodzenie Awdańców, jak również czas i okoliczności, w jakich przybyli na ziemie polskie, nie zostały dotąd całkowicie wyjaśnione. Na temat pochodzenia tego rodu sformułowano szereg mniej lub bardziej prawdopodobnych hipotez. Z racji dużej dowolności w interpretowaniu faktów historycznych i braku oparcia w źródłach pisanych hipotezy te należy na razie uznać za wymagające weryfikacji na drodze badań historycznych. Mimo wielu niepewności i znaków zapytania dotyczących pochodzenia rodu Awdańców wielu badaczy zgadza się, że jego założyciele rodu mogli być z pochodzenia Skandynawami lub Anglosasami, oraz że Awdańcy do Polski przybyli na przełomie X-XI wieku. Według Władysława Semkowicza protoplasta rodu miał normańskie korzenie, nosił imię Auda (oznaczające skarb) i osiadł w okolicach Krzywinia w Wielkopolsce ok. 1000 roku. Zdaniem archeolog Teresy Kiersnowskiej Awdańcy przybyli do Polski wraz z powracającym z wyprawy kijowskiej Bolesławem Chrobrym. Świadczyć o tym może cmentarzysko w Lutomiersku, gdzie znaleziono pochówki pochodzenia nordyckiego bądź ruskiego (rytuał pochówku był charakterystyczny dla obyczajów z terenów Szwecji). Obecne badania genetyczne prowadzone przez Łukasza Lubicz-Łapińskiego wykazują, że w rodach pieczętujących się herbem Abdank występuje zarówno popularna wśród ludów m.in. słowiańskich haplogrupa R1A1, jak również skandynawska I1, co świadczyć może o pochodzeniu tego rodu zarówno ze Słowian, jak i Skandynawów.
Ród Awdańców największe znaczenie osiągnął w XI-XII wieku, kiedy jego członkowie piastowali wysokie godności dworskie i kościelne. Do historycznych przedstawicieli Awdańców należeli m.in.:
- Michał Skarbek z Góry – prawdopodobny fundator opactwa benedyktynów w Lubiniu, którego mnisi zostali sprowadzeni z Liège[7];
- Skarbimir – syn Michała, wychowawca, następnie palatyn (wojewoda) Bolesława III Krzywoustego, wspomagający go w walce ze Zbigniewem i w wojnach na Pomorzu, fundator kościoła w Skalbmierzu, skazany na oślepienie za bunt w 1117 przeciwko księciu[8] ;
- Michał Awdaniec – syn Michała Skarbka z Góry, kanclerz Bolesława III Krzywoustego ok. 1112/13[9] .

Kolebką rodu były okolice Lubinia, Krzywinia i Kościana w Wielkopolsce. Po śmierci św. Stanisława Awdańcy udali się wraz z Bolesławem Śmiałym na wygnanie na Węgry, powrócili do Polski w 1086 wraz z Mieszkiem Bolesławowicem, synem Bolesława II. Ród stracił znaczenie w XIV wieku.

## Legenda herbowa

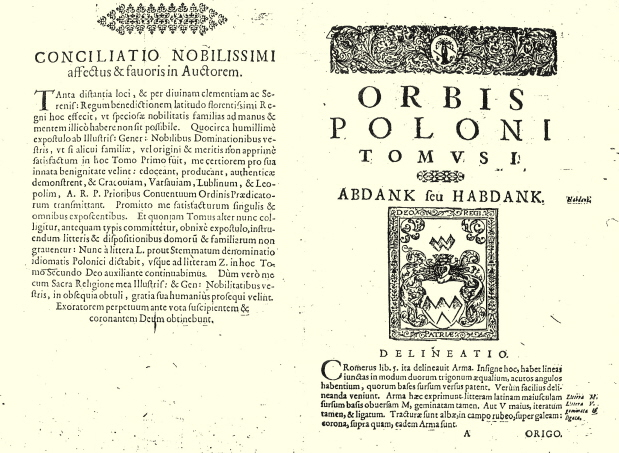
Herb Abdank w dziele Orbis Poloni Szymona Okolskiego (1642)

Legenda herbowa mówi, że nazwa Abdank pochodzi od podziękowania, jakie skierował cesarz do polskiego posła Skarbimira (Skarbka) w czasach Bolesława Krzywoustego. Niemiecki władca, chcąc zaimponować polskiemu posłowi bogactwem, pokazał mu wielkie kufry pełne złota. Skarbek zdjął wówczas z palca pierścień i ze słowami „Idź złoto do złota. My Polacy bardziej się w żelazie kochamy i żelazem bronić będziemy” wrzucił go do cesarskiego skarbca. Zaskoczonemu cesarzowi nie pozostało nic innego jak powiedzieć hab dank – „dziękuję”. Słowa te stały się nowym zawołaniem rodu, przez co zmieniono pierwotną nazwę herbu ze Skarbek na Abdank. Według historii przekazanej przez Marcina Kromera zawołaniem tym posługiwał się jeden z dowódców podboju Pomorza za panowania Bolesława Krzywoustego oraz poseł do Czech, Jan Skarbek z Góry (Śląsk), który uposażył opactwo cysterskie w Koprzywnicy.

## Historia

### Najstarszy pień rodowy do połowy XII w.
Pierwsze historycznie potwierdzone ślady Awdańców w Polsce wiążą się z początkami opactwa benedyktyńskiego w Lubiniu. Stara tradycja przypisuje właśnie Awdańcom założenie i uposażenie tego klasztoru. Tradycja ta znajduje oparcie w dwóch źródłach; w klasztorze i jego tradycją piśmienniczą, oraz przekazywane przez ród Awdańców z pokolenia na pokolenie przekazy ustne dotyczące tego wydarzenia. Przekazy te są szczególnie trwałe w tej gałęzi rodu, która jeszcze do schyłku średniowiecza utrzymała się w swym gnieździe rodowym w okolicy Lubinia. Tę rodową tradycję utrwalili także znani kronikarze, heraldycy i badacze dziejów Polski, od Galla Anonima i Jana Długosza począwszy, poprzez heraldyków Paprockiego, Okońskiego, historyków zakonu benedyktyńskiego ks. Szczygielskiego i ks. Krzywińskiego, kończąc na polskim mediewiście okresu międzywojennego Władysławie Semkowiczu. Charakter i struktura osadnictwa Awdańców w okolicach lubińskiego klasztoru, bezpośrednie sąsiedztwo i układ topograficzny ich majątków względem dóbr klasztornych sugerują, że pierwotne uposażenie opactwa zostało wydzielone z ziem Awdańców, a co za tym idzie, osadzenie zakonu benedyktynów w Lubiniu, miało charakter fundacji prywatnej. W takim przypadku udział księcia dotyczył zapewne głównie pierwszej fazy fundacji i ograniczył się do przeprowadzenia akcji dyplomatycznej, celem sprowadzenia mnichów z Flandrii (Liège) do Polski, przed ostatecznym osadzeniem benedyktynów na ziemiach Awdańców. Takie działania nie mogły się obejść rzecz jasna bez udziału i inicjatywy księcia i pewnie dlatego spis dobrodziejów klasztoru otwierają książęta Bolesław i Władysław. Przewodnia rola Awdańców w fundacji wydaje się być jednak bezsporna. Jak wynika z powyższych wypowiedzi, losy rodu Awdańców w momencie zarania jego dziejów na ziemiach polskich, związane są nierozłącznie, z losami klasztoru benedyktynów w Lubiniu. Z tego względu nieocenionym źródłem służącym do badań historycznych na dziejami tego rycerskiego rodu, a także do weryfikacji niektórych rodowych legend, są zachowane w oryginale lub w późniejszych odpisach rękopisy klasztoru. Tak też dzieje się w przypadku próby odtworzenia najstarszego pnia rodowego Awdańców. Już w najstarszych zapiskach dotyczących klasztoru na czele najstarszych braci i dobrodziejów zaraz po książętach Bolesławie i Władysławie, wyróżnia się purpurowym atramentem szereg rycerzy. Rycerzami tymi są: Scarbimirus, Jascotel, Scarbimirus, Predvoy, Henricus, Caderic, Michael, Pacoslau. Tych ośmiu rycerzy stojących w zapiskach zaraz za książętami Bolesławem i Władysławem, tworzy najstarszą historycznie potwierdzoną żyjącą generację rodu Awdańców, stanowiącą pień rodowy sięgający ostatnich dziesięcioleci XI wieku. Rycerze ci w rzeczywistości mogą być przedstawicielami nawet trzech pokoleń rodu, czego dziś już nie sposób sprawdzić, niemniej jednak wśród nich wzorem innych rodów doszukiwać się należy seniora rodu, najstarszego i cieszącego się najwyższym respektem żyjącego ówcześnie Awdańca, którego uznać można symbolicznie za protoplastę rodu na ziemiach polskich.

### Michał Skarbek
Pomimo pierwszej pozycji Skarbimira, zaraz za książętami Bolesławem i Władysławem, w księdze brackiej klasztoru i w tradycji rodu Awdańców, pozycję seniora rodu i rolę fundatora opactwa przypisuje się Michałowi, znanemu też jako Michał Skarbek z Góry. Jako pierwszy pogląd ten umacnia Jan Długosz, który tworząc swą kronikę opiera się, przede wszystkim, na niezachowanych do dzisiaj kronikach klasztornych. Pod datą 1113 r., Jan Długosz podaje informację o śmierci Michała z rodu Awdańców, nadmieniając bardzo wyraźnie, że to właśnie on założył i z własnego majątku uposażył klasztor benedyktynów w Lubiniu, w którym po swojej śmierci znalazł miejsce wiecznego spoczynku. Wątpliwości w kwestii pierwszeństwa Michała w rodzie Awdańców i jego roli jako fundatora opactwa benedyktyńskiego w Lubiniu, rozwiewają późniejsze odpisy dokonane z nekrologu lubińskiego. W swoim odpisie nekrologu ks. Krzywiński podaje na samym początku oraz pod datami 24 lutego i 2 listopada kommemorację i anniwersarz komesa Michała, pod datą zaś 28 października zawiera zapiskę nekrologiczną o następującej treści: „Michaelis Skarbek militis de Góra, fundatoris monasterii huius, in ecclesia nostra quiescentis, circa annum 1113”.
W odpisie nekrologu z XV w., który przechowywany jest z Cesarskiej Bibliotece w Petersburgu, znajduje się zapis, który informuje o tym, że w klasztorze lubińskim czczono szczególnie pamięć komesa Michała, a odprawiając anniwersarz za dusze zmarłych braci i dobrodziejów klasztoru, tylko jego wspominano z imienia: „Commemoratio Michaelis comitis et anniversarius, et omnium fratrum, propinquorum, benefactorum defunctorum ordinis nostri”. Na podstawie informacji przekazanych w odpisach nekrologu lubińskiego można zatem stwierdzić, że tradycja rodowa Awdańców i tradycja klasztorna słusznie uważają komesa Michała za właściwego fundatora opactwa benedyktynów w Lubiniu.
Ustalenie tego faktu jest tym bardziej ważne dla badań nad rodem Awdańców, a w szczególności nad jego najstarszym pniem rodowym, ponieważ pozwala w sposób bardzo przybliżony datować czas przybycia do Polski całego rodu, jak również jego najdawniejszego protoplasty. Daty te należy wiązać bezpośrednio z datą fundacji opactwa, którą obecnie nauka określa na 1070 rok. Data ta wiąże się z działalnością fundatora i założyciela Lubinia, komesa Michała. Dzięki pracy kronikarzy znamy również inne szczegóły dotyczące komesa Michała. Gall Anonim opowiadając o wyprawie Bolesława Krzywoustego na Kołobrzeg w roku 1105, wspomina, że książę Bolesław po spaleniu grodu i złupieniu podgrodzia za radą starego Michała cofnął się ze swym rycerstwem poza mury grodu („reccessit inde Boleslavus magni Michaelis consilio extra muros”). Michael o którym wspomina Gall Anonim przez wszystkich naukowców  kojarzony jest jednoznacznie z komesem Michałem, który z racji zajmowanego stanowiska wicekróla był zapewne doradcą wojskowym Bolesława Krzywoustego. Michał w roku 1105 był również niewątpliwie już bardzo starym człowiekiem. Inna pochodząca z 1110 roku wzmianka dająca się chronologicznie zdeterminować, dotyczy inwentarza skarbca katedralnego w Krakowie, pośród wielu innych osobistości wspomniany jest w niej także komes Michał.

### Michał Awdaniec
W najdawniejszych materiałach źródłowych pojawia się także postać kanclerza Michała, późniejszego biskupa poznańskiego. Osobę kanclerza Michała wiązać należy również z rodem Awdańców. W spisie najdawniejszych braci zakonu, tak żyjących, jak i zmarłych, pojawiają się dwie osoby o tym samym imieniu Michał. Dlatego właśnie, wcześniejsi badacze niekiedy błędnie próbowali utożsamiać imię Michała z komesem Michałem założycielem i fundatorem opactwa benedyktynów w Lubiniu, sądząc, że jest to jedna i ta sama osoba. Jako pierwszy postaci tej przyjrzał się bliżej prof. Tadeusz Wojciechowski, który od dawna był przekonany, że imię Michał zapisywane w nekrologu lubińskim czarnym atramentem, nie musi być wcale – i nie jest tożsame z komesem Michałem, zapisywanym w innych miejscach tego samego rękopisu purpurowym atramentem. Prawdopodobnie z racji koloru użytego do zapisu musiała być to postać o niższej randze w państwie niż komes Michał, choć zdaniem profesora Wojciechowskiego nie musiało to wcale wykluczać braku więzi krwi pomiędzy dwoma Michałami. Podejrzenia profesora Wojciechowskiego zdawał się potwierdzać również fakt, że w spisie zmarłych nekrologu lubińskiego obie postacie stoją obok siebie: „Michael, Michael cum uxore”. Profesor Wojciechowski dokonując analizy porównawczej trzech źródeł: nekrologu lubińskiego, kroniki Galla Anonima, a także nekrologu bamberskiego, dokonał dwóch niezwykle ważnych dla polskiej mediewistyki odkryć. Po pierwsze odkrył związek jaki istniał w państwie wczesnopiastowskim pomiędzy urzędem kanclerskim a godnością biskupa poznańskiego. Związek ów polegał na tym, że każdy kanclerz z czasem wstępował na stolec biskupi w Poznaniu. Późniejszy badacz dziejów rodu Awdańców, Władysław Semkowicz, pogłębił jeszcze analizę profesora Wojciechowskiego, dodając przypuszczenie, iż wzorem ówczesnego państwa czeskiego, gdzie kanclerstwo piastował zawsze proboszcz wyszehradzki, który potem postępował zwyczajową drogą na urząd biskupa, również w Polsce mógł funkcjonować podobny zwyczaj. Dlatego też, zdaniem Semkowicza, należy uznać, że kanclerz Michał w czasie piastowania urzędu kanclerza był równocześnie proboszczem poznańskim, a potem wstąpił na urząd biskupa Poznania. Z analizy kroniki Galla Anonima wynika, że biskup poznański Michał, umarł w podobnym czasie co komes Michał, czyli około roku 1113. Nie jest to jednak jedna i ta sama osoba, jak wcześniej sądzili niektórzy mediewiści. Nekrolog lubiński podaje bardzo dokładną datę śmierci biskupa poznańskiego Michała 7 sierpnia 1113 roku. Za nekrologiem lubińskim, dokładnie o dziesięć dni później, informację o śmierci biskupa Michała podaje nekrolog bamberski. Kommemoracja zawarta w nekrologu bamberskim jest dla historii rodu Awdańców niezwykle ważna, ponieważ przekazuje informację dotyczącą pochodzenia biskupa Michała: „Michael episcopus Poloniae, de quo dantur IV unicate de Lubendorf”. Informacja dotycząca pochodzenia biskupa Michała jest drugim ważnym odkryciem profesora Wojciechowskiego. Zdaniem Wojciechowskiego, a także Semkowicza, który w pełni potwierdza tezę autora Szkiców z XI wieku, nie ulega żadnej wątpliwości, że miejscowość wspomniana w nekrologu bamberskim jako „Lubendorf”, tożsama jest w pełni z Lubiniem, pierwotnym gniazdem rodowym Awdańców. Obydwaj badacze stwierdzają zgodnie, że zapiska pochodząca z nekrologu bamberskiego jest koronnym dowodem na pochodzenie biskupa Michała z rodu Awdańców.

### Rozpad rodu na gałęzie dzielnicowe
Podział Polski na dzielnice w drugiej połowie XII i w XIII w. nie pozostał bez wpływu na losy rodu i przyspieszył jego rozpad na gałęzie dzielnicowe. Nowo powstałe gałęzie rodu utrzymywały jeszcze ze sobą wzajemny kontakt, a także podkreślały swoje korzenie z gniazda rodowego związanego z opactwem lubińskim, z czasem jednak poczucie wspólnoty coraz bardziej słabło. Przyczyniały się do tego przede wszystkim okoliczności natury politycznej i ekonomicznej, które wzmacniały więzi danego odłamu z lokalnym władcą. W takich okolicznościach utrwalił się silny i wyraźny podział pnia rodowego na gałęzie dzielnicowe: wielkopolską, śląską, małopolską, łęczycko-sieradzką, kujawsko-pomorską, mazowiecką i wreszcie ruską. Rozpad rodu na gałęzie dzielnicowe, z których każda rozpadła się na szereg pobocznych gałązek rodzinnych, nie spowodował jednak zupełnej zatraty poczucia jedności rodowej. Silną podporę znalazła jedność rodowa, prastarym zawołaniu, w którym tkwiło imię i przechowywała się pamięć protoplasty rodu, a także we wspólnym godle rodowym, które to podobnie jak samo zawołanie sięgało swymi początkami do czasów przeddzielnicowych, czasów pierwotnej jedności całego rodu Awdańców. Herb rodowy Awdańców zachował się w niezmienionym kształcie we wszystkich gałęziach rodu, dzięki czemu wszystkie gałęzie rodowe, nie wyłączając śląskiej (mimo że z czasem zatraciła nawet poczucie narodowości, ulegając zniemczeniu), utrzymywały świadomość rodowej łączności oraz wspólnej tradycji rodowej.

#### Gałąź wielkopolska
Poza gniazdem rodowym w ziemi krzywińskiej występuje osadnictwo Awdańców w innych stronach Wielkopolski. Na pierwszy plan wysuwają się przede wszystkim nazwy własne miejsc i osad, które utworzone zostały od imion właściwych dla przedstawicieli rodu Awdańców.
Awdańce wielkopolscy należeli niewątpliwie do tej części rycerstwa, które powołało na tron Władysława Łokietka (po tragicznej śmierci Przemysława II (1296), której moralnymi sprawcami byli Zarembowie i skupiająca się koło nich opozycja), wbrew testamentowi Przemysła II, przelewającego swe prawa do Wielkopolski na Henryka głogowskiego.

#### Gałąź śląska
W roku 1371 Jan Habedank i jego syn Mikołaj Habedank sprzedali Konradowi Oleśnickiemu swój młyn pod Pruśnicą, zwany w dokumencie Młynem Habdankowym (Habedancks-Mühle). Ta cenna, choć nieco późna wzmianka, pozwala stwierdzić ponad wszelką wątpliwość, istnienie na Śląsku gałęzi rodu Awdańców, a zarazem wskazuje kierunek i miejsce z którego przybyli oni na Śląsk. Pruśnica bowiem, pod którą leżał ów młyn Awdańców, i o której mowa w tzw. falsyfikacie Laskonogiego odległa jest tylko o 20 km. w kierunku południowym od granicy śląsko-wielkopolskiej, stanowiącej jednocześnie granicę wielkopolskiego osadnictwa Awdańców, a w szczególności tzw. gniazda dupińskiego. Oddziela je od okolic Pruśnicy bagnista dolina Baryczy i jej dopływów, stanowiące terytorium kasztelanii milickiej.

#### Gałąź małopolska
Najdawniejsze ślady osadnictwa rycerskiego w Małopolsce, sięgające wstecz do XII wieku, a częściowo nawet jeszcze starszych czasów, wyśledzić się dają na południowym skłonie wyżyny małopolskiej, na lewym brzegu rzeki Wisły. Najgęściej jednak skupiają się stare majątki rycerskie w okolicy Krakowa, co jest zjawiskiem najzupełniej zrozumiałym wobec roli, jaką od zarania dziejów odgrywał gród wawelski, prastare centrum życia politycznego nie tylko dla Małopolski, ale i w pewnych okresach dla całego państwa piastowskiego. Otóż w tych stronach, w okolicach Krakowa, nietrudno odnaleźć pierwsze ślady osadnictwa Awdańców, jako jednego z najstarszych i najwybitniejszych rodów możnowładczych, który także i tam szukał sobie oparcia majątkowego, by skutecznie wywierać wpływ na bieg spraw publicznych.

#### Gałąź mazowiecka
Ze względu na ubóstwo najdawniejszych materiałów źródłowych tj. rękopisów oraz nowszych, drukowanych materiałów, a także zapisków sądowych na Mazowszu, odtworzenie pełnego obrazu rozsiedlenia Awdańców w tej dzielnicy skazane jest z góry na niedokładność i fragmentaryczność. W poszukiwaniu siedzib rodowych Awdańców na Mazowszu z konieczności trzeba się odwołać do onomastyki nazw miejscowych. Materiał onomastyczny przeanalizowany pod tym kątem dostarcza ciekawych wniosków i wskazuje na duże zagęszczenie siedzib rodowych Awdańców w południowo-zachodniej części Mazowsza w szczególności na ziemi rawskiej i czerskiej.

#### Gałąź sieradzka
Więzy polityczne, jakie łączyły przez wiele wieków Ziemię Sieradzką i Ziemię Łęczycką, niejednokrotnie każą we wszelkiego rodzaju badaniach na siedzibami rodowymi rycerstwa traktować je wspólnie. Ziemie Sieradzka i Łęczycka stanowią jakby ogniwo pośrednie pomiędzy Wielkopolską i Śląskiem z jednej a Małopolską, Mazowszem i Kujawami z drugiej strony. Tym bardziej ciekawą jest kwestia rozsiedlenia rodu Awdańców, w obu tych krainach przejściowych. Pod względem obfitości materiałów źródłowych, Ziemia Sieradzka jawi się jednak jako bardziej upośledzona w stosunku do Ziemi Łęczyckiej.
Według źródeł z 1226 roku jedną z siedzib rodu na ziemiach sieradzkich jest wieś Skalmierz.

#### Gałąź łęczycka
Ziemia Łęczycka posiada wyjątkowo obfity zasób dokumentów archiwalnych, oraz najstarsze wydane zapiski sądowe do roku 1400. Na podstawie najdawniejszych ksiąg łęczyckich i zapisek herbowych z przełomu XIV i XV wieku można odtworzyć dość dokładny, szczególnie w porównaniu z innymi dzielnicami Polski, obraz rozsiedlenia Awdańców.

## Przedstawiciele rodu
- Michał Stary

- Skarbimir
- Michał Awdaniec
- Michał z Buczacza
- Michał z Widawy
- Jakub z Rogoźna
- Piotr z Widawy
- Mikołaj z Puczniewa
- Piotr Skóra z Gaju Wielkiego[15]